# سیارک ۱۱۹۷۶
سیارک ۱۱۹۷۶ (به انگلیسی: 11976 Josephthurn، نامگذاری:1995JG) یازده هزار و نهصد و هفتاد و ششمین سیارک کشف شده‌است که در ۵ مه ۱۹۹۵ کشف شد.